# Jämsä
Jämsä est une ville du centre-ouest de la Finlande, dans la région de Finlande-Centrale. Elle est connue pour abriter la division aéronautique du groupe finlandais d'armement Patria et le centre d'essais de l'armée de l'air finlandaise, situés sur l'aéroport d'Halli à 23 km du centre administratif.

## Géographie
La ville est construite à quelques kilomètres du lac Päijänne. On trouve à proximité du centre la station de ski de Himos.
La commune s'est fortement agrandie en 2001, en 2007 et en 2009, avec le rattachement successif de Kuorevesi, puis d'une partie de Längelmäki et enfin de Jämsänkoski. Elle est bordée par les municipalités de Juupajoki, Jyväskylä, Keuruu, Kuhmoinen, Luhanka, Mänttä-Vilppula, Orivesi et Petäjävesi.
Jämsä compte environ 465 lacs dont les plus étendus sont le Päijänne, le Koljonselkä et le lac Kuorevesi.
Les autres lacs de Jämsä sont entre-autres : Eväjärvi, Iso Rautavesi, Kankarisvesi, Koljonselkä, Nytkymenjärvi et Salosvesi.
L'altitude de Jämsä est assez basse, environ 80 à 240 mètres.
La plus grande partie de Jämsä et de la zone agricole environnante s'élève à une hauteur maximale de 120 mètres.
Les zones les plus basses de la localité sont la surface du lac Päijänne, qui s'élève à 78 mètres d'altitude.
Les points élevés sont le Kaipolanvuori (233 mètres) et le versant oriental de Himosvuori (220 mètres).
Il existe de grandes différences d'altitude à Jämsänniemi dans la zone d'Himos, où les pistes d'Himos et le Päijänne se côtoient.

## Démographie
Depuis 1980, l'évolution démographique de Jämsä est la suivante :
| Année      | 1980   | 1985   | 1990   | 1995   | 2000   | 2005   |
| ---------- | ------ | ------ | ------ | ------ | ------ | ------ |
| population | 26 371 | 26 010 | 26 005 | 25 945 | 25 023 | 24 327 |

| Année      | 2010   | 2015   | 2020   |
| ---------- | ------ | ------ | ------ |
| population | 22 691 | 21 789 | 20 157 |

## Politique et administration
Le conseil municipal est formé de 43 membres.

### Élections législatives
La répartition des voix de la commune est la suivante :
| Parti                           | Voix 2011 | Voix 2017 |
| ------------------------------- | --------- | --------- |
| Parti social-démocrate          | 25,4 %    | 27,9 %    |
| Parti du centre                 | 20,5 %    | 17,2 %    |
| Vrais Finlandais                | 20,2 %    | 16,3 %    |
| Parti de la Coalition nationale | 12,5 %    | 14,1 %    |
| Alliance de gauche (Finlande)   | 9,2 %     | 9,1 %     |
| Ligue verte                     | 4,7 %     | 3,2 %     |
| Chrétiens-démocrates            | 4,5 %     | 2,9 %     |
| Uusi Jämsä                      |           | 9,3 %     |

## Transports

### Transports routiers
La ville, située sur la nationale 9 (E63) entre Jyväskylä (58 km) et Tampere (92 km), est bien reliée au reste du pays. Lahti est distante de 119 km (par la nationale 24) et Helsinki de 223 km.
La seututie 343 traverse Jämsä et dessert l'aéroport d'Halli.

### Transports aquatiques
Le centre-ville est situé en bordure de la Jämsänjoki.
En été, les excursions en bateau entre Lahti et Jyväskylä s'arrêtent dans le village de Vaheri.

### Transports ferroviaires
La gare de Jämsä (fi) est desservie par la voie ferrée Orivesi–Jyväskylä.

### Transports aériens
L'aéroport d'Halli est l'un principaux aéroports militaires de Finlande.

### Distances
- Helsinki 220 km
- Hämeenlinna 130 km
- Jyväskylä 60 km
- Lahti 115 km
- Pori 200 km
- Tampere 90 km
- Turku 250 km
- Virrat 120 km

## Économie

### Principales entreprises
En 2021, les principales entreprises de Jämsä par chiffre d'affaires sont :
| Société                           | C.A.   |
| --------------------------------- | ------ |
| Patria Aviation Oy                | 173 M€ |
| Jämsän Terveys Oy                 | 76 M€  |
| Genencor International Oy         | 59 M€  |
| thyssenkrupp Aerospace Finland Oy | 34 M€  |
| Jokilaakson Terveys Oy            | 29 M€  |
| Elonen Oy Leipomo                 | 22 M€  |
| Jyki Oy                           | 14 M€  |
| K-Citymarket Jämsä                | 13 M€  |
| Patria Aerostructures Oy          | 12 M€  |
| Tarvikekeskus Jämsä               | 11 M€  |

### Employeurs
En 2021, les plus importants employeurs de Jämsä sont:
| Employeur                                | Employés |
| ---------------------------------------- | -------- |
| Patria Aviation Oy                       | 1148     |
| Jämsän Terveys Oy                        | 536      |
| Jokilaakson Terveys Oy                   | 254      |
| Genencor International Oy                | 254      |
| Elonen Oy Leipomo                        | 127      |
| Patria Aerostructures Oy                 | 82       |
| Jyki Oy                                  | 79       |
| Kahvila ja Ravintola Elonen Jämsä        | 61       |
| Patricomp Oy                             | 45       |
| Hiihtokeskus Himosvuori Oy, Himos-Yhtiöt | 41       |

## Lieux et monuments
- Manoir de Saari (fi)
- Patinoire de Jämsä (fi)
- Colline du bouc
- Archipel du lac Päijänne
- Himos
- Aéroport d'Halli
- Église de Jämsä
- Église de Kuorevesi
- Ilveslinna
- Jämsänjoki
- Koljonselkä
- Hôpital de Jokilaakso
- Église de Koskenpää
- Papeterie de Jämsänkoski (fi)
- Tremplins d'Oinaala (fi)

## Jumelages
3 villes nordiques sont jumelées avec Jämsä :
- Åsnes (Norvège)
- Fagersta (Suède)
- Ballerup (Danemark)

## Personnalités
- Pirkko Työläjärvi, députée et ministre.
- Ali Aaltonen, journaliste et garde rouge de la guerre civile.
- Väinö Huhtala, skieur
- Jouni Kotiaho, député
- Kyösti Lehtonen, lutteur

## Galerie

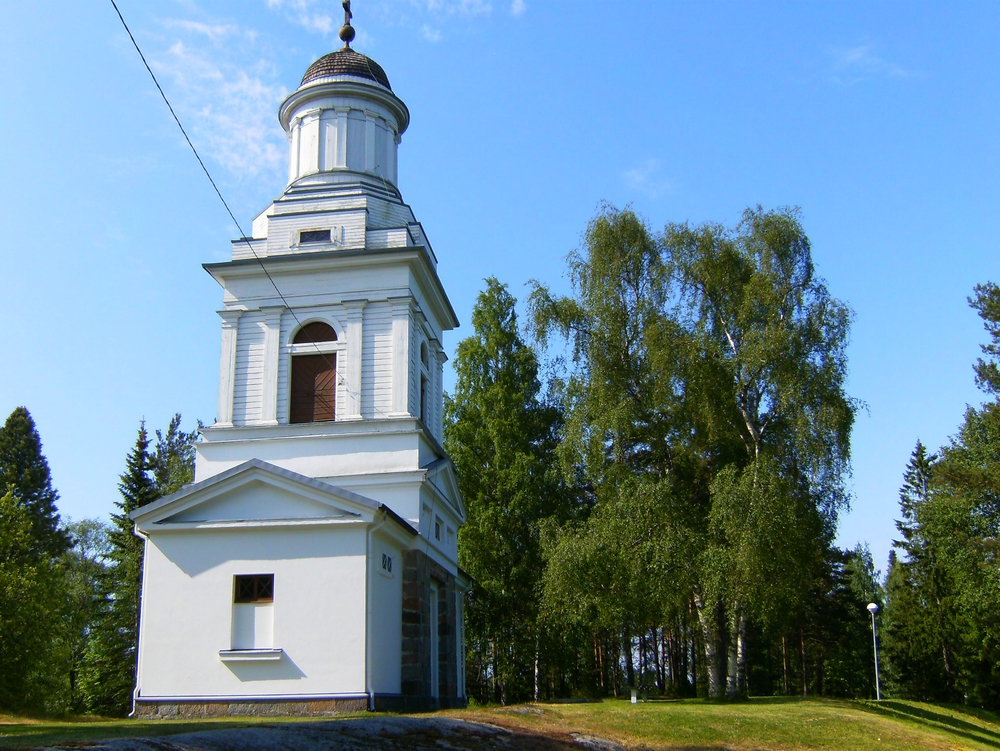
Église de Jämsä.
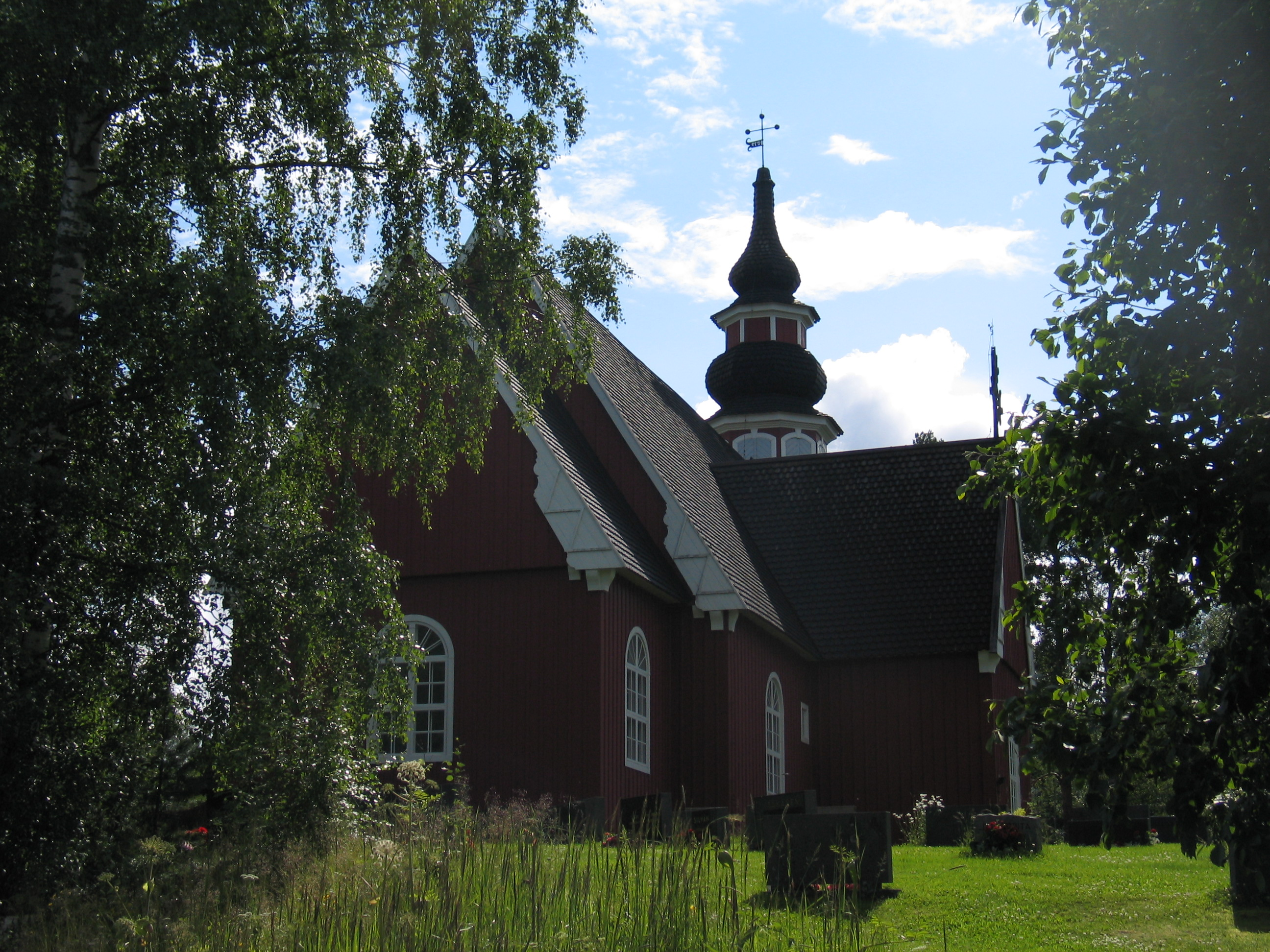
Église de Kuorevesi
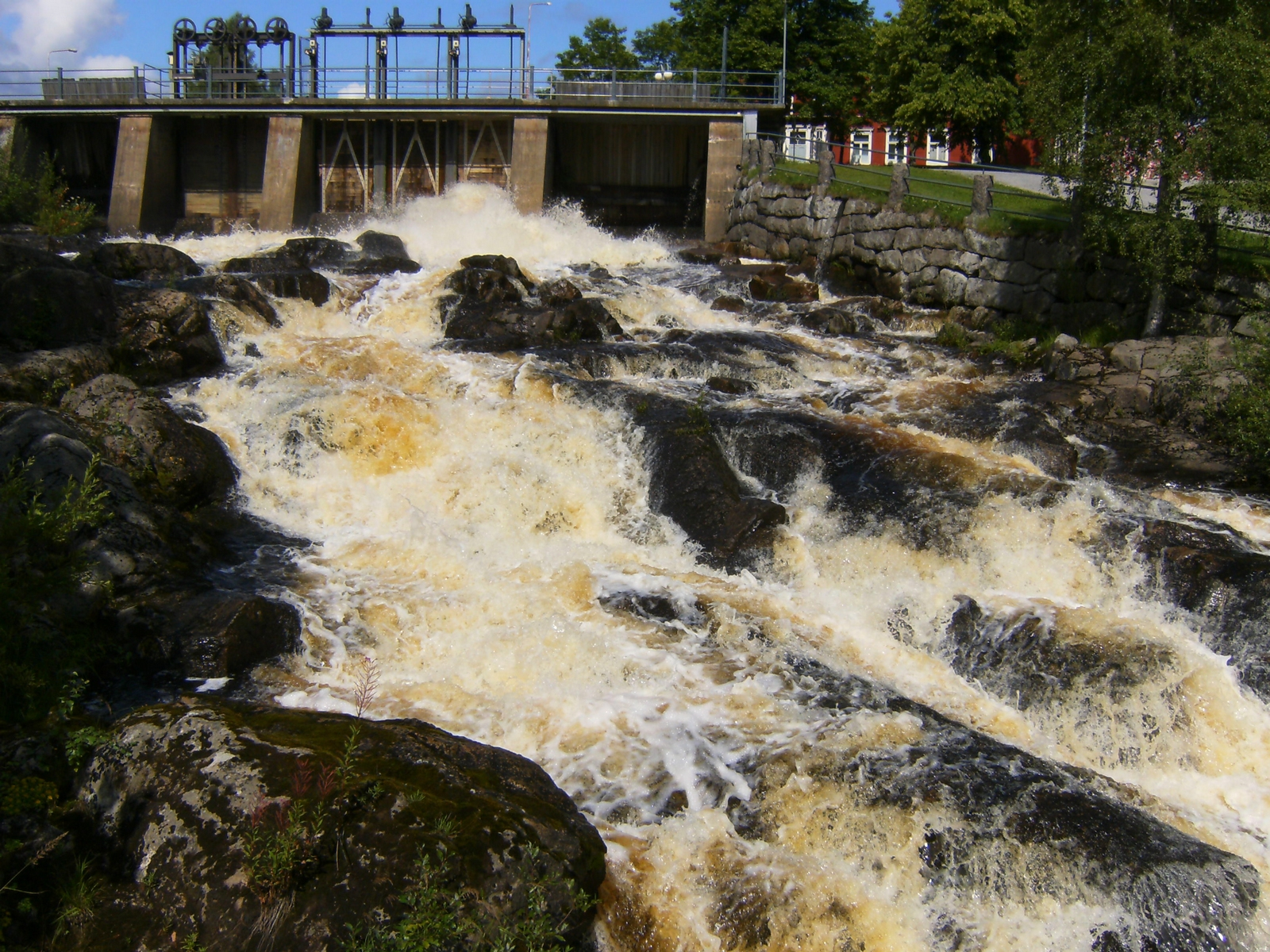
Les rapides Jämsänkoski de la Jämsänjoki.
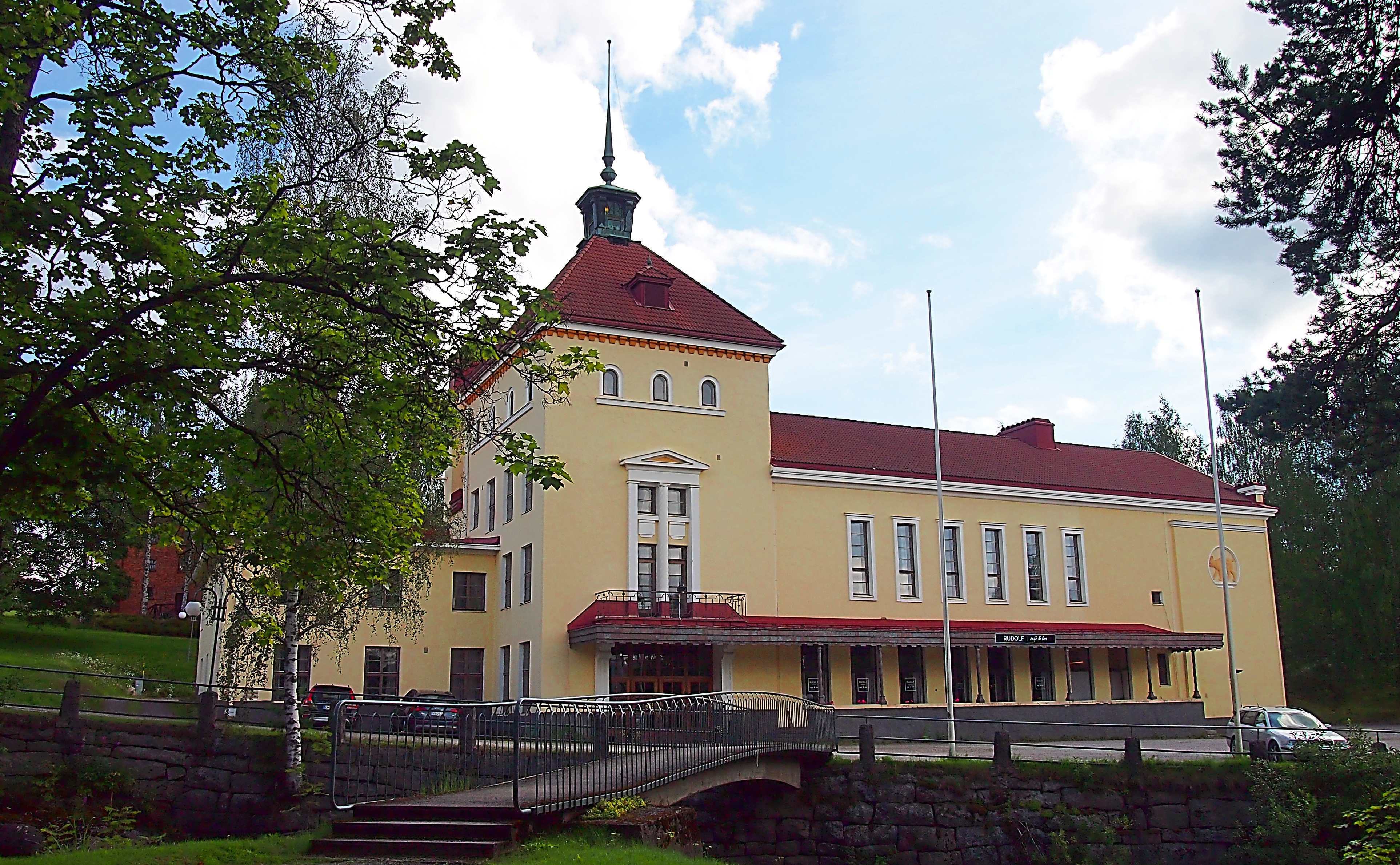
Ilveslinna.
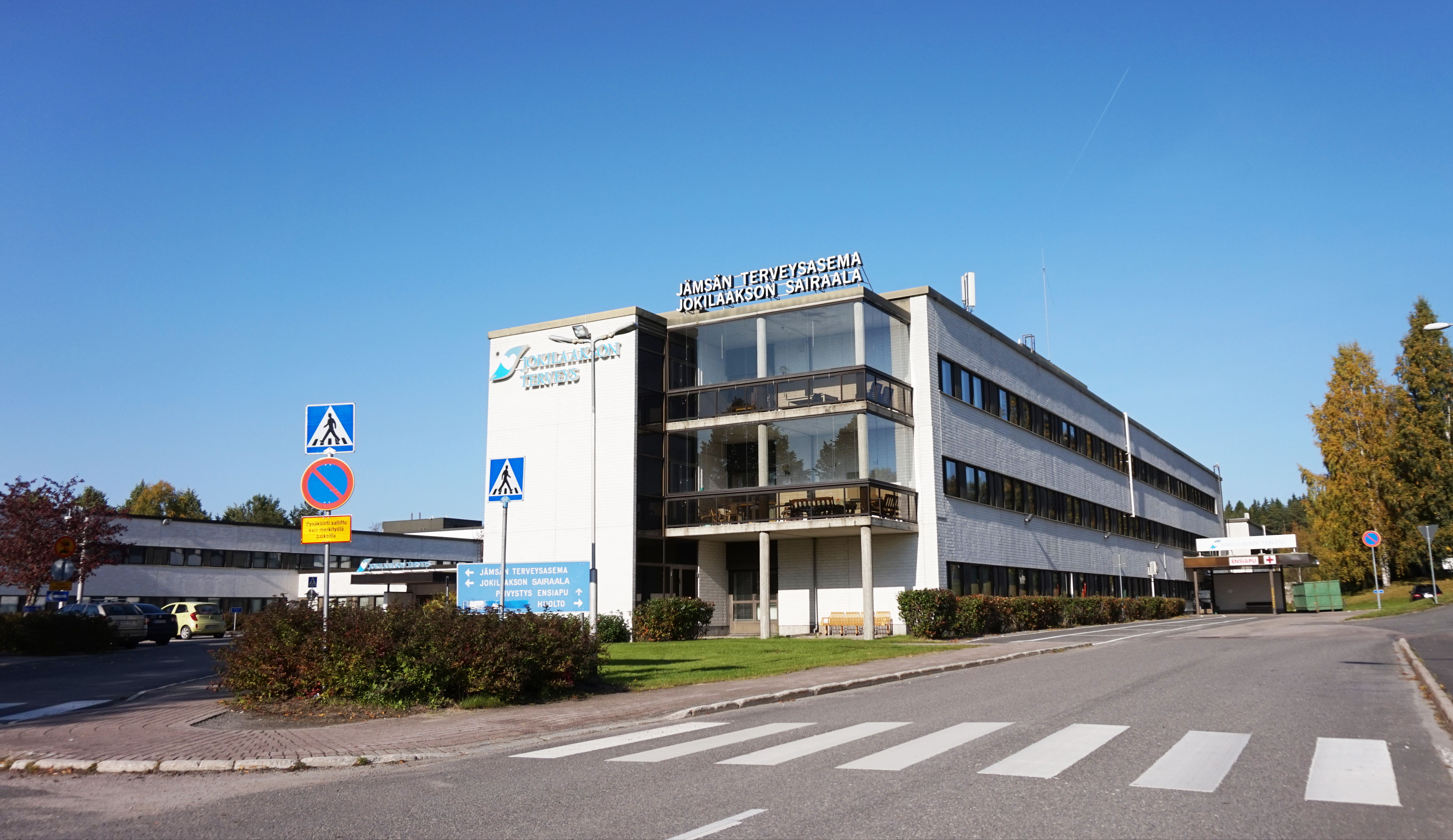
Hôpital de Jokilaakso.
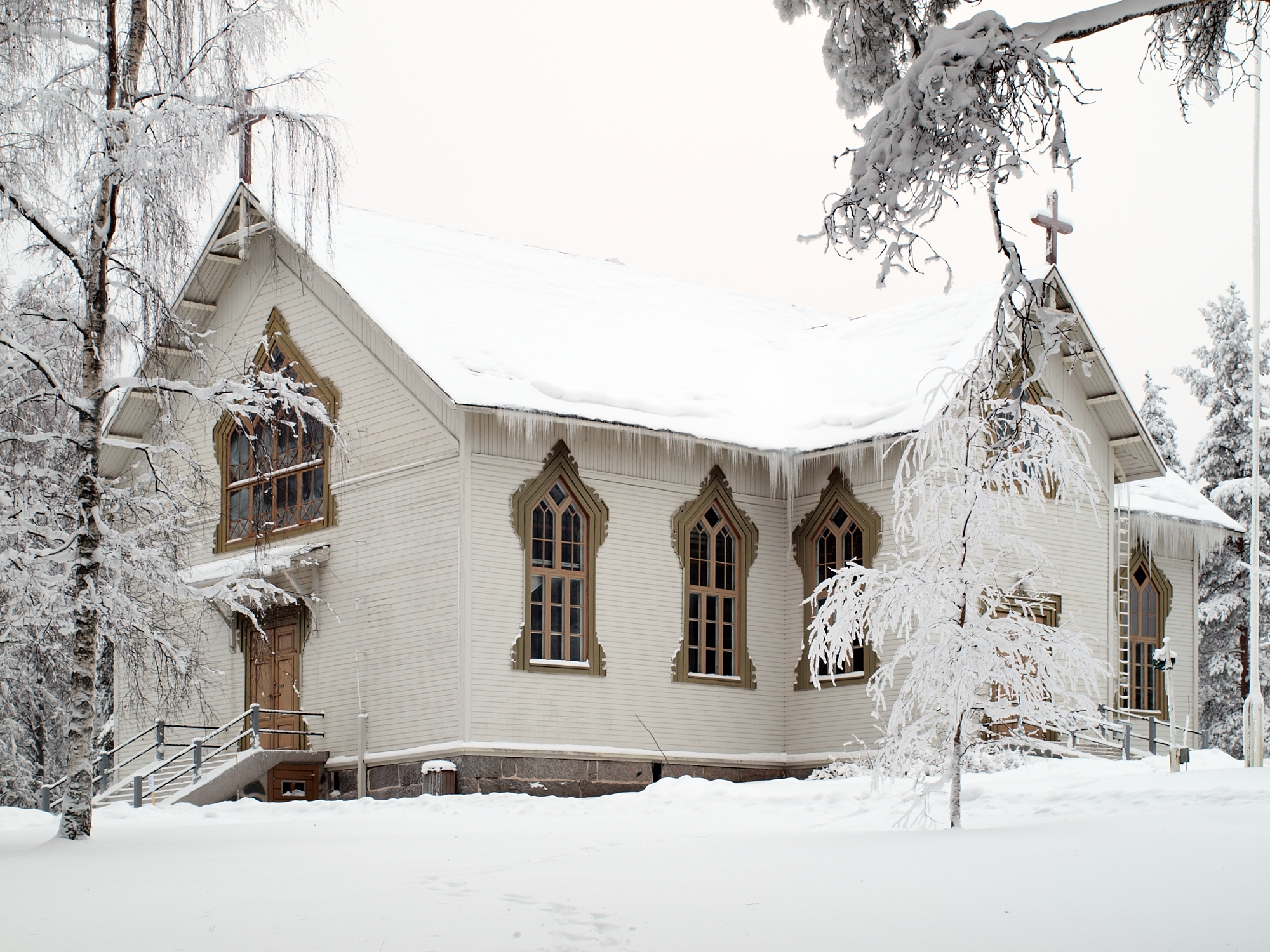
L'église de Koskenpää.
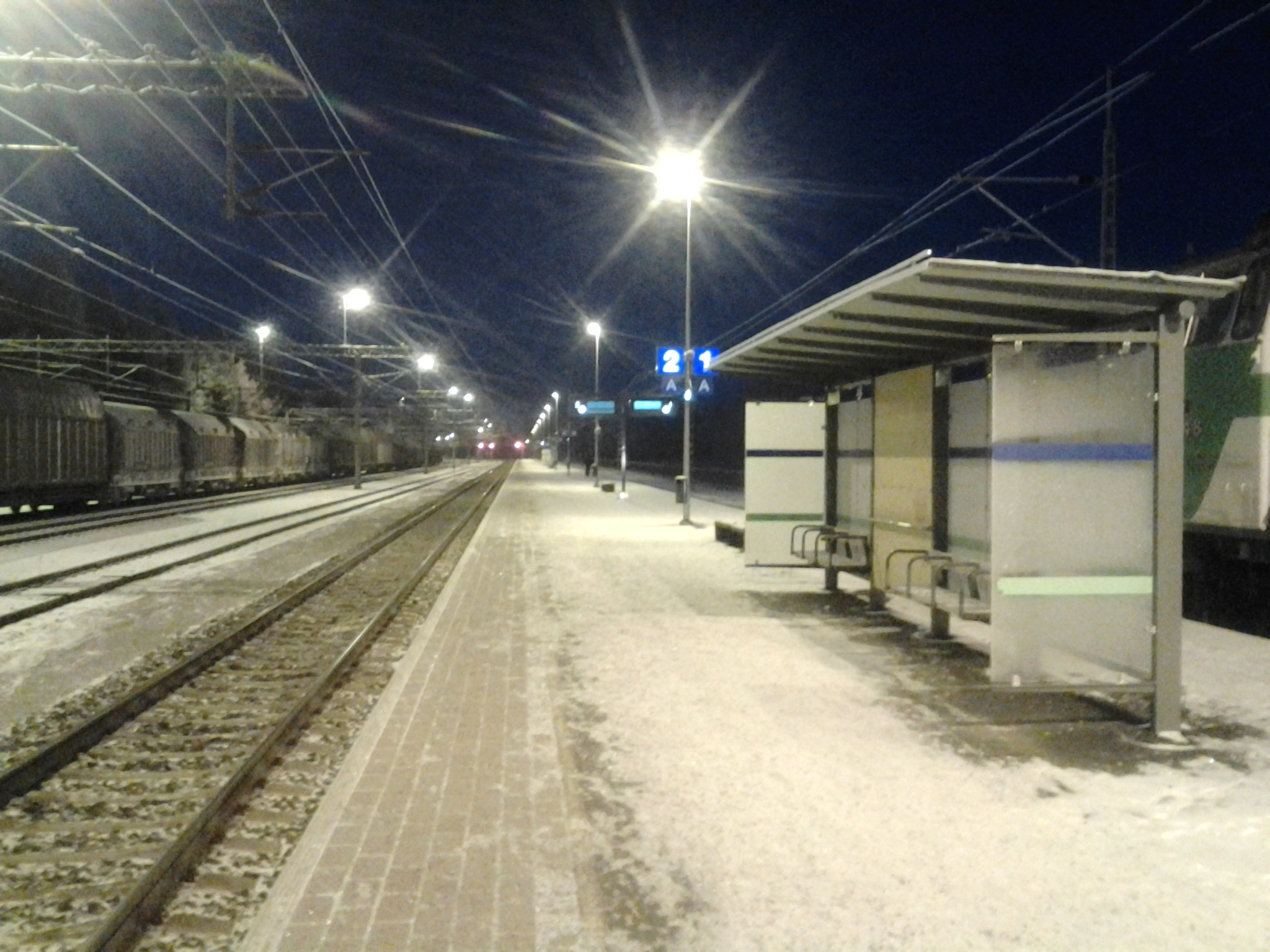
Quai de la gare de Jämsä.
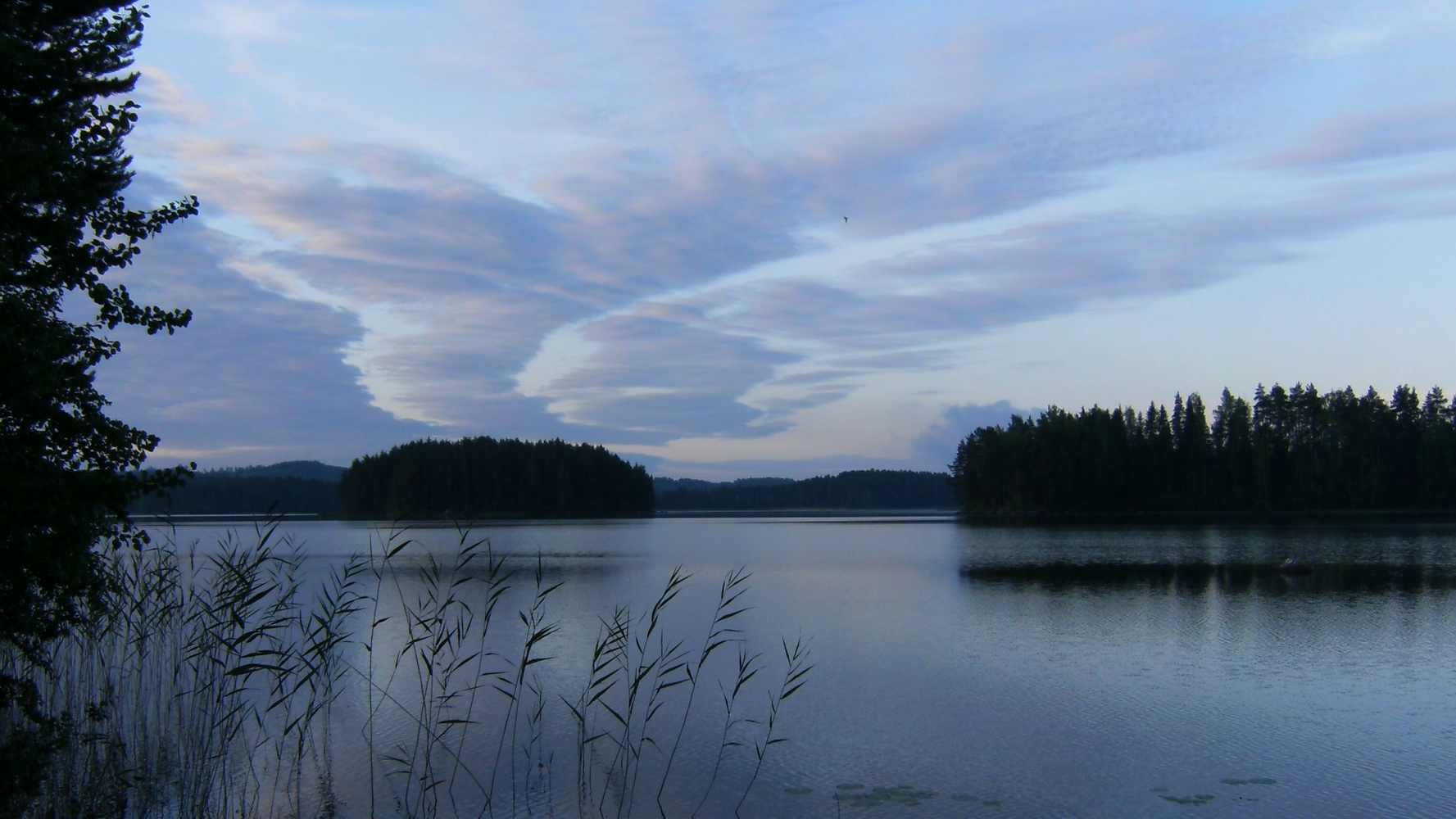
Lac Kankarisvesi.